# Soudanella
Ne pas confondre avec Soodanella Huddleston, 1982 (Animalia, Echinodermata).
Genre
Soudanella est un genre éteint de crustacés de la famille des Trachyleberididae.

## Espèces et sous-espèces
- Soudanella africana Omatsola, 1972
- Soudanella arca Bold, 1966 †
- Soudanella bissauensis Carbonnel, 1986 †
- Soudanella cleopatrae Bertels, 1975 †
- Soudanella dolabrata Al-furaih, 1984 †
- Soudanella gracilicosta Bassiouni, 1969 †
- Soudanella heptastriata Carbonnel, 1986 †
- Soudanella ioruba (Reyment, 1960) Stinnesbeck & Reyment, 1988 †
- Soudanella laciniosa Apostolescu, 1961 †
- Soudanella ndiemanensis Carbonnel, 1986 †
- Soudanella nebulosa Apostolescu, 1961 †
- Soudanella parallelopora Smith (J. K.), 1978 †
- Soudanella paucisulcata (Al-Furaih, 1980) Al-Furaih, 1984 †
- Soudanella rocana Bertels, 1975 †
- Soudanella seddohi Carbonnel, 1989 †
- Soudanella triangulata (Apostolescu, 1961) Reyment, 1963 †